# Nikki Boyer
Nikki Boyer est une actrice, scénariste et productrice déléguée américaine, née le 22 juillet 1975 à Saint-Louis, dans le Missouri, aux États-Unis. Elle épouse l'acteur David Denman en 2001, dont elle divorce en 2010.

## Filmographie[2]

### Actrice

#### Films

##### Courts métrages
- 2012 : Slap Therapy de Vince Allen et Marcus Folmar : Femme dispersée, reporter rousse, femme aux étriers
- 2015 : Chicago Sanitation de Bryan Madole
- 2016 : Stutter d'Ella Fields : Orthophoniste

##### Longs métrages
- 2005 : The Dry Spell de John Erick Dowdle : Collégienne
- 2006 : Midnight Clear de Dallas Jenkins (en) : Megan, professeur de Jacob
- 2007 : Cake:A Wedding Story de Will Wallace (en) : Infirmière
- 2009 : Coyote County Loser de Jason Naumann : Lauren Hartford
- 2009 : Jesus People: The Movie (en) de Jason Naumann : Jodi Schiller
- 2016 : The Thinning de Michael J. Gallagher : Experte politique
- 2018 : The Thinning: New World Order (en) de Michael J. Gallagher : Linda Sanchez-Hamilton (non créditée)
- 2020 : Fame-ish de Jeff Nimoy (en) : Nikki
- 2022 : The Hit de Reggie Currelley : Vet VO

#### Téléfilms
- 1999 : Un vœu qu'il faut chérir de John Schmidt : Cindy

#### Séries télévisées
- 2000 - 2002 : GamePro Minutes : Hôtesse
- 2002 : The Jersey (en) (3 épisodes) : Debbie Pomerantz, Debi Pomerantz
- 2006 : So NoTORIous (1 épisode) : Voix effrayante
- 2006 : Malcolm (1 épisode)
- 2006 : Watch This! : Co-hôte
- 2007 : According to Jim (1 épisode) : Tanya Mountains
- 2007 : The L Word (1 épisode) : Étudiante
- 2008 : Zoé (1 épisode)
- 2009 : Lie To Me (1 épisode) : Reporter
- 2012 : 90210 Beverly Hills - Nouvelle génération (1 épisode) : Reporter
- 2012 : All the Wrong Notes (5 épisodes) : Fille des années 1990, Kim K.
- 2012 - 2013 : Sketchy (6 épisodes) : Sarah McLachlan, Mère footballeuse, Nikki...
- 2013 : Sex and Love Conspire to Destroy the World! (6 épisodes) : Pam
- 2015 : Awkwardness (1 épisode) : Pam
- 2015 : Parental Indiscretion (1 épisode) : Sarah
- 2016 : Gilmore Girls : Une nouvelle année (1 épisode) : Denise
- 2018 : Angie Tribeca (1 épisode) : Sherry Netherlands

#### Documentaires
- 2011 : Biebermania![3] de Thomas Gibson : elle-même

### Scénariste

#### Séries télévisées
- 2012 : Sketchy (2 épisodes)
- 2014 : What You Missed
- 2015 : Parental Indiscretion (1 épisode)
- 2015 : Prank U (4 épisodes)

### Productrice exécutive

#### Sériés télévisées
- 2025 : Dying for Sex (4 épisodes)